# حركة بوغالو
حركة بوغالو (بالإنجليزية: The boogaloo movement)‏، التي غالبًا ما يُشار إلى أتباعها باسم صبية بوغالو (بالإنجليزية: boogaloo boys)‏ أو بوغالو بويز (بالإنجليزية: boogaloo bois)‏، هي حركة سياسية يمينية متطرفة معادية للحكومة في الولايات المتحدة. وغير محكمة التنظيم. ووصفت الحركة بأنها ميليشيا. يقول أتباع بوغالو إنهم يستعدون لحرب أهلية أمريكية ثانية أو ثورة أمريكية ثانية أو يسعون إليها ويسمونها بوغالو.
تتكون الحركة من مجموعات مؤيدة للسلاح ومعارضة للحكومة. على الرغم من أن أيديولوجية بوغالو نفسها ليست عنصرية للبيض فقد اعتنقها بعض المتعصبين للبيض أو مجموعات النازيين الجدد، معتقدين أن الاضطرابات الوشيكة ستكون حربًا عرقية. تختلف الأيديولوجية المحددة لكل مجموعة وتختلف وجهات النظر حول موضوعات مثل العرق بشكل كبير. بعض المجموعات تدين صراحة العنصرية وتفوق البيض، وقد أعربت صفحات بوغالو الكبيرة على وسائل التواصل الاجتماعي عن تضامنها مع المتظاهرين من حركة حياة السود مهمة، على الرغم من أن دعم الجماعات والحركات المناهضة للعنصرية قوبل بالحذر والشك من قبل المتظاهرين، وقال المسؤولون الحكوميون إن لديهم سبب وجيه للشك في نواياهم وأيديولوجياتهم.
تنظم الحركة بشكل أساسي عبر الإنترنت، لكن أتباعها ظهروا بشكل شخصي في أحداث تدعم مناهضة الإغلاق واحتجاجات جورج فلويد. غالبًا ما يجري التعرف على أعضاء البوغالو المدججين بالسلاح من خلال ملابسهم من قمصان هاواي والزي العسكري.
ظهرت بوغالو على فورتشان وانتشرت بعد ذلك إلى منصات أخرى. على الرغم من أن استخدام المصطلح يعود إلى عام 2012، إلا أن الحركة لم تكتسب الاهتمام السائد حتى أواخر عام 2019. يستخدم الأتباع كلمة بوغالو، بما في ذلك نسخ مختلفة من الكلمة لتجنب الإجراءات الصارمة على وسائل التواصل الاجتماعي، وللإشارة إلى الانتفاضات العنيفة ضد الحكومة الفيدرالية، والتي غالبًا ما يُتوقع أن تتبع مصادرة الحكومة للأسلحة النارية.
اتُهم الأفراد المنتسبون إلى حركة بوغالو بارتكاب جرائم، بما في ذلك حمل السلاح بشكل علني، وقتل اثنين من ضباط الأمن وإنفاذ القانون، ومؤامرة لاختطاف حاكمة ميشيغان جريتشن ويتمر، والحوادث المتعلقة بالمشاركة في احتجاجات جورج فلويد. في منتصف عام 2020، عملت العديد من الشركات على الحد من أنشطة الحركة وظهورها على وسائل التواصل الاجتماعي ومنصات الدردشة.

## ملخص

### التسمية والهوية

علم بوغالو

يُشير مصطلح بوغالو إلى تكملة فيلم بريكن 2: إلكتريك بوغالو عام 1984 والذي أصبح من أفلام المريدين. وبعد إصدار الفيلم، أصبحت عبارة «2: إلكتريك بوغالو» نموذجًا لفظيًا ملحقًا بموضوع كإشارة إلى محاكاة ساخرة تحقيرية. تبنت حركة بوغالو هويتها على أساس توقع حرب أهلية أمريكية ثانية أو ثورة أمريكية ثانية، والتي يُشار إليها باسم «الحرب الأهلية 2: إلكتريك بوغالو» وأصبحت تُعرف شعبيًا باسم «بوغالو» بين اتباعها.
يستخدم المشاركون في حركة بوغالو أيضًا اشتقاقات أخرى مشابهة للكلمة، بما في ذلك boog وboojahideen وbig igloo وblue igloo وbig luau لتجنب الإجراءات الصارمة وعلامات المحتوى الآلي التي تفرضها مواقع التواصل الاجتماعي لتقييد أو حظر المحتوى المرتبط ببوغالو. تسببت الجهود المكثفة من قبل شركات وسائل التواصل الاجتماعي لتقييد محتوى بوغالو في أن يستخدم أتباعها مصطلحات منفصلة عن الكلمة الأصلية مثل Spicy fiesta للإشارة إلى الحركة. أنشأت حركة بوغالو شعارات وصورًا أخرى تتضمن أكواخًا من أكواخ الإسكيمو الثلجية وطبعات هاواي بناءً على هذه الاشتقاقات. يحمل أتباع بوغالو أحيانًا نسخًا باللونين الأبيض والأسود من العلم الأمريكي، مع استبدال الشريط الأوسط بشريط من الطباعة الاستوائية الحمراء واستبدال النجوم بكوخ الإسكيمو. تُدرج الشرائط أحيانًا أسماء الأشخاص الذين قُتلوا على يد سلطات إنفاذ القانون، بما في ذلك إريك غارنر، وفيكي ويفر، وروبرت لافوي فينيكوم، وبريونا تايلور، ودنكان ليمب.
يحضر أتباع الحركة إلى الاحتجاجات مدججين بالسلاح ويرتدون معدات تكتيكية، وأحيانًا يعرّفون عن أنفسهم من خلال ارتداء قمصان هاواي مع زي عسكري. واستخدمت حركة بوغالو أيضًا الصور الشائعة بين اليمين المتطرف مثل ميم الضفدع بيبي.

### المعتقدات السياسية
كتب لويس بيكيت في صحيفة الغارديان مقارنة بين الحركة وبين الميليشيات اليمينية المناهضة للحكومة والحركات الوطنية في تسعينيات القرن العشرين والعقد الأول من القرن الحادي والعشرين، مشيرًا إلى أن «المؤيدين يرون الحكومة الفيدرالية الحالية غير شرعية، بينما يظلون وطنيين بشدة. فهم يقدسون الدستور ويرون أنفسهم على أنهم الأحفاد الحقيقيون للآباء المؤسسين لأمريكا. ومن وجهة نظرهم، فإن المشرعين الأمريكيين الحاليين يعادلون القوات البريطانية المحتلة أثناء الحرب الثورية. ومن بين بضائع «بوغالو» المعروضة للبيع على الإنترنت صور جورج واشنطن مسلحًا بندقية حديثة من طراز إيه أر 15». حدد مارك بيتكافيج، الباحث في مركز التطرف التابع لرابطة مكافحة التشهير (إيه دي إل)، ازدراء حركة بوغالو لتطبيق القانون واعتبره العنصر الذي يميزها بشدة عن جماعات الميليشيات الأخرى. يعد دعم «حق امتلاك وحمل الأسلحة بشكل غير مقيد» و«المعارضة الشرسة للسيطرة على معظم الأسلحة أو جميعها» أمرًا محوريًا في حركة بوغالو، ويستخدم أتباعها مصطلح بوغالو للإشارة إلى التمرد العنيف ضد الحكومة الفيدرالية والمعارضين السياسيين الليبراليين، والذي غالبًا ما كان متوقعًا لمتابعة مصادرة الحكومة للأسلحة النارية.
وصف الباحثون والصحفيون المجموعات في حركة بوغالو بأنها من اليمين المتطرف. كما وُصفت بعض المجموعات بشكل مختلف على أنها لاسلطوية يمينية بديلة، وليبرتارية، أو ليبرتارية يمينية. ووفقًا لأليكس نيوهاوس، الباحث الرقمي في سي تي إي سي في ميدلبري، «الطريقة التي نعرف بها أن حركة (بوغالو) هي حركة يمينية متطرفة هي بسبب رسمها لخط مباشر من واكو وروبي ريدج. يمجدون تفجير مك-في للمبنى الفيدرالي في مدينة أوكلاهوما والرد المسلح على روبي ريدج ويرونها كلحظات بطولية في التاريخ الأمريكي»، ويعتبرون أنها لمواطنين يقفون في وجه القمع الحكومي. حدد نيوهاوس أيضًا اختيار أتباع الحركة لتوفير الحماية المسلحة للشركات الخاصة أثناء الاحتجاجات المناهضة للإغلاق واحتجاجات جورج فلويد كدليل على أن الحركة يمينية، قائلًا إن اليساريين من غير المرجح أن يفعلوا نفس الشيء الذي فعلوه. فاليساريون سينظرون إلى الشركات الكبرى على أنها جزء لا يتجزأ من الاستغلال الرأسمالي. ووفقًا لنيوهاوس، فإن هذا التركيز على أهمية الملكية الخاصة هو جزء مما يجعل حركة بوغالو «إلى حد كبير أيديولوجية تحررية يمينية متطرفة».
غالبًا ما تُعرّف الجماعات والأفراد أنفسهم على أنهم ليبرتاريون، على الرغم من أن عددًا قليلًا من الأفراد وصفوا أنفسهم أيضًا بأنهم من أتباع الأيديولوجيات ذات الصلة، بما في ذلك اللاسلطوية الرأسمالية والمناركية (فلسفة الدولة الحارسة). وهناك أيضًا «عدد قليل من الأناركيين». وصف بيتكافيج «الأناركيين» الذين تبنوا خطاب «بوغالو» بأنهم عمومًا رأسماليون يمينيون أناركيون، وليس ما يُسمى «أناركيين يساريين». صرح ماكناب أن «معظم أعضاء بوغالو هم أناركيون ليبرتاريون يكرهون رجال الشرطة». ويشير مركز قانون الحاجة الجنوبي (إس بّي إل سي) إلى أن «نظرة على أصول الحركة ومجتمعاتها على الإنترنت توضح أن سياساتها أكثر تعقيدًا بكثير من الليبرتارية المباشرة». ذكرت صحيفة ذا ديلي بيست في أكتوبر عام 2020 أن اختلاف أيديولوجيات الجماعات داخل الحركة يُسبب ارتباكًا حول أيديولوجيتها الشاملة، وأن بعض أتباعها تعمدوا التعتيم على أيديولوجية الحركة من أجل جذب المزيد من الأتباع.
في يونيو عام 2020، غردت وزارة الأمن الداخلي (دي إتش إس) ردًا على مقالة بوليتيكو حول حركة بوغالو أن نشرة استخباراتية أصدرتها الوكالة «لا تحدد حركة بوغالو على أنها يسارية أو يمينية»، وذكروا أنهم «ببساطة متطرفون عنيفون من طرفي الطيف الأيديولوجي». ودحضت صحيفة الغارديان وصف وزارة الأمن الداخلي للحركة، قائلة إن خبراء التطرف يتفقون على أن حركة بوغالو يمينية. قال داريل جونسون، المحلل السابق في وزارة الأمن الداخلي، لصحيفة الغارديان إنه يعتقد أن ادعاء وزارة الأمن الداخلي بأن حركة بوغالو لم تكن يمينية كان «لعبة سياسية». وذكر جونسون كذلك أن حركة بوغالو هي «حركة قومية متطرفة أساسها من البيض لأشخاص ينتمون إلى الميليشيات. هل يمكن أن يكون هناك شخص لديه تعاطفات مختلفة وهو جزء منها؟ بالتأكيد. إنها في الغالب من اليمين».